# Madeleine d'Autriche
L'archiduchesse Madeleine d'Autriche (en allemand Magdalena von Österreich), née à Innsbruck le 14 août 1532 et morte le 10 septembre 1590 à Hall en Tyrol, est une princesse autrichienne, membre de la Maison de Habsbourg. Elle a fondé à Hall un monastère pour femmes, le Haller Damenstift, dont elle a été la première abbesse.

## Biographie
Madeleine est la quatrième fille de Ferdinand Ier du Saint-Empire et de son épouse Anne Jagellon. 
L'empereur Ferdinand exprime à Madeleine et à sa jeune sœur Marguerite le désir qu'il a qu'elles restent célibataires et qu'elles créent une communauté de femmes pieuses. 
Après la mort de son père en 1564, Madeleine fait le vœu de rester célibataire et fonde un « couvent royal », où, comme elle, des femmes issues de l'aristocratie voire de la bourgeoisie pouvaient vivre recluses, priant Dieu.

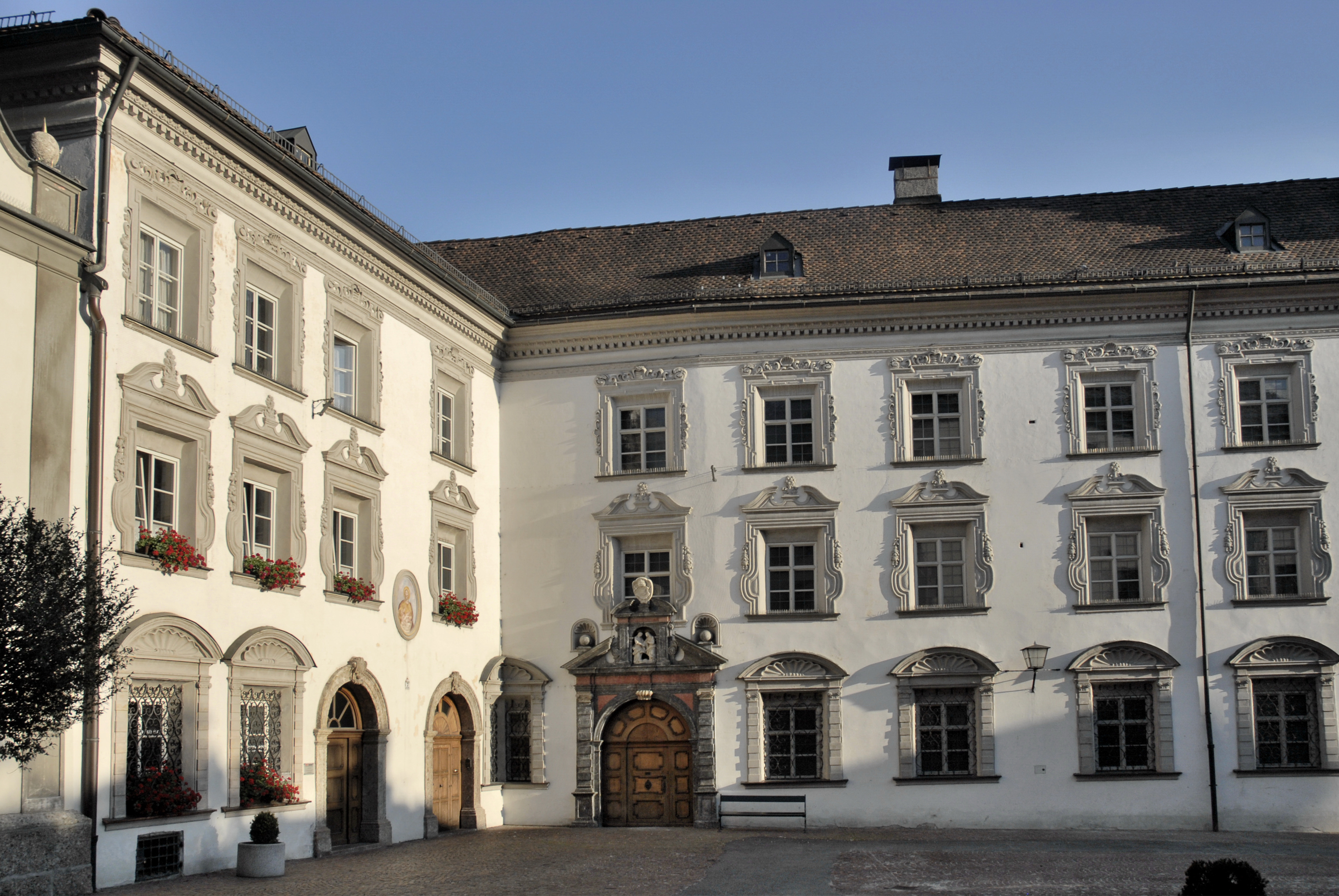
Le Haller Damenstift à Hall in Tyrol

Madeleine meurt de maladie en 1590. Elle a été enterrée dans l'église des Jésuites. En 1706, ses restes ont été transférés dans l'église du couvent qu'elle avait fondé.